# Damestenen
La Damestenen (la « Pierre de la Dame » en français) est le nom d'une formation rocheuse située près de la commune de Svendborg, dans le sud-est de la Fionie, au Danemark.
C'est le plus grand bloc erratique du Danemark.

## Situation
La roche se situe dans le village de Hesselager, à une vingtaine de kilomètres au nord-est de Svendborg ; elle se dresse dans un champ, à proximité d'un chemin de campagne appelé Damestenensvej.

## Description
Il s'agit d'un bloc erratique composé de granite gris clair datant de la dernière période glaciaire. Il a une hauteur de 12 m, une circonférence de 46 m, et pèse 1 000 tonnes.

## Histoire
La pierre est mentionnée par le théologien danois Erik Pontoppidan dans son ouvrage intitulé Den Danske Atlas (1763–1781). Elle sera examinée au XIXe siècle par le géologue Johan Georg Forchhammer.
Une légende populaire raconte que la roche fut jetée depuis le nord de l'île de Langeland par un géant qui voulait détruire la flèche de l'église de Svindinge ; malgré sa force physique, la pierre tomba à mi-parcours.